# The Knife (album)
The Knife – pierwszy album szwedzkiego duetu The Knife. Album po raz pierwszy został wydany w Szwecji 5 lutego 2001 przez Rabid Records. Następnie 8 marca 2004 album został wydany w Wielkiej Brytanii również przez Rabid Records, a 31 października 2006 w USA razem z drugim albumem Deep Cuts przez Mute Records. 

## Lista utworów
1. "Neon" – 4:07
2. "Lasagna" – 5:07
3. "Kino" – 3:13
4. "I Just Had to Die" – 4:34
5. "I Take Time" – 3:04
6. "Parade" – 3:50
7. "Zapata" – 4:10
8. "Bird" – 4:34
9. "N.Y. Hotel" – 2:47
10. "A Lung" – 3:26
11. "Reindeer" – 7:11

Bonusowe utwory w edycji brytyjskiej
1. "High School Poem" – 1:23
2. "Hannah's Conscious" – 3:43
3. "Vegetarian Restaurant" – 2:32

## The Knife 10"
W Wielkiej Brytanii wydanie albumu The Knife, 23 lutego 2004 zostało poprzedzone wydaniem w limitowanym nakładzie 10" EP. Lista utworów przedstawia się następująco:
Strona A
1. "Kino"
2. "Bird"

Strona B
1. "N.Y. Hotel"
2. "High School Poem"